# Leporung
Leporung is een dorp in het district Southern in Botswana. De plaats telt 575 inwoners (2011).